# Port lotniczy Iringa
Port lotniczy Iringa (ang.: Iringa Airport, kod IATA: IRI, kod ICAO: HTIR) – port lotniczy zlokalizowany w tanzańskim mieście Iringa.

## Linie lotnicze i połączenia
| Linia Lotnicza | Kierunek         |
| -------------- | ---------------- |
| Auric Air      | 1. Dar es Salaam |